# Кемі Агюстін
Кемі Агюстін (нід. Germain Agustien, нар. 20 серпня 1986, Віллемстад) — нідерландський футболіст, півзахисник філіппінського клубу «Глобал Себу» та національної збірної Кюрасао.
Може зіграти в будь-якому місці в центрі поля, але переважно грав одного з двох центральних півзахисників.

## Клубна кар'єра
Народився 20 серпня 1986 року в місті Віллемстад, Нідерландські Антильські острови. Вихованець футбольної школи клубу «Віллем II». Дорослу футбольну кар'єру розпочав 2004 року в основній команді того ж клубу, в якій провів два сезони, взявши участь у 55 матчах Ередивізі. Більшість часу, проведеного у складі «Віллема II», був основним гравцем команди.
Влітку 2006 року підписав контракт з АЗ і відразу був відданий в оренду в «Роду» на сезон 2006/07 для отримання досвіду. По завершенні оренди Кемі повернувся в АЗ, де провів сезон 2007/08, зігравши 25 матчів в Ередивізі.
Після цього в липні 2008 року перейшов на правах оренди в англійський «Бірмінгем Сіті», з можливістю викупу гравця в кінці сезону 2008/09 за 2 млн євро. Він дебютував в першій команді в матчі Кубку Ліги проти «Саутгемптона» (0:2) 26 серпня 2008 року, і зіграв свій перший матч в Чемпіоншипі через чотири дні з «Норвіч Сіті» (1:1). Пропустивши перед початком сезону тренування через операцію грижі, він не відразу адаптувався до темпу і тілесних контактів англійського футболу. Він зіграв 20 матчів у всіх змаганнях, але другу половину сезону його переслідували травми. Менеджер «Бірмінгема» Алекс Макліш не побажав продовжувати співпрацю з гравцем і Агюстін повернувся в АЗ, коли його орендна угода закінчилася 26 травня 2009 року.
Після повернення в АЗ, він відразу був відданий в оренду «Валвейк» з Ередивізі, де виступав протягом сезону 2009/10, але не врятував команду від вильоту. В кінці цього сезону, він був звільнений з АЗ.
В липні 2010 року Кемі був на перегляді в польській «Віслі» (Краків), але контракт підписаний не був. Пізніше він приєднався до «Свонсі Сіті» з англійського Чемпіоншипу, але отримав травму в передсезонній грі, яка затримала його підписання. Після проходження того, що було описано як «жорсткий» медичний огляд, Агюстін підписав контракт з валлійським клубом в жовтні на два роки. Він зробив свій дебют через два тижні, вийшовши на заміну на 69-ій хвилині замість Андреа Орланді в матчі з «Лестер Сіті» (2:0). Проте основним гравцем у команді Брендана Роджерса Агюстін стати не зумів, через що 8 березня був відданий в оренду в «Крістал Пелес» до кінця сезону, зігравши 8 матчів у чемпіонаті.
Влітку 2011 року Агюстін повернувся в «Свонсі Сіті», яке минулого сезону, вже без Кемі, кваліфікувалось до Прем'єр-ліги. Він дебютував в Прем'єр-лізі в матчі проти «Манчестер Сіті» (0:4), але через травми Агюстін так і не зміг закріпитись в команді.
Перед початком сезону 2013/14 Агюстін разом з Аланом Тейтом, Люком Муром і Лероєм Літа був виключений з команди на передсезонне турне. Після цього у липні 2013 року Агюстін перейшов в «Брайтон енд Гоув», підписавши контракт на два роки. Він провів 14 матчів у всіх змаганнях в своєму першому сезоні, але тільки 3 матчі в другому, знову через травми. Після завершення контракту в кінці сезону 2014/15 Кемі покинув клуб.
25 вересня 2015 року було оголошено, що Агюстін підписав контракт з клубом другого данського дивізіону «Веннсюссель», проте і в цій команді гравець зазнав травм, через що його контракт не був продовжений, коли він закінчився 1 січня 2016 року.
У березні 2016 року підписав контракт з шотландським клубом «Гамільтон Академікал». Зігравши лише 2 матчі в Прем'єршипі, у травні 2016 року було оголошено, що Кемі залишить «Гамільтон» в кінці сезону 2015/16.
Після цього Агюстін повернувся в голландський футбол, підписавши однорічний контракт з клубом другого дивізіону «Дордрехтом», проте вже 15 листопада 2016 року покинув команду.
На початку 2017 року підписав контракт з філіппінським клубом «Глобал Себу».

## Виступи за збірні
Протягом 2005—2008 років залучався до складу молодіжної збірної Нідерландів. У її складі був учасником молодіжного чемпіонату світу 2005 року, де зіграв в двох матчах групового етапу, а збірна дійшла до чвертьфіналу. Після цього Агюстін став фіналістом Турніру в Тулоні 2006 року, в якому його команда програла французам в серії пенальті, хоч Агюстін свій удар і забив. У 2007 році Кемі знову зіграв на цьому турнірі, проте цього разу голландці не вийшли з групи.
Згодом був включений у попередній список з 37 осіб для участі в Олімпійських іграх 2008 року, проте в остаточний склад, що відправився до Пекіну, Агюстін не потрапив.
У 2014 році Агюстін вирішив представляти країну свого народження, отримавши свій перший виклик до національної збірної Кюрасао перед Карибським кубком 2014 року на Ямайці. Однак він був змушений покинути турнір через травму, так і не дебютувавши за збірну. Він дебютував за Кюрасао лише 6 червня 2015 року в домашньому товариському матчі проти збірної Тринідаду і Тобаго (1:0).
Влітку 2017 року у складі збірної став переможцем Карибського кубка, а наступного місяця був учасником розіграшу Золотого кубка КОНКАКАФ 2017 року у США.

## Титули і досягнення
- Володар Кубка англійської ліги: 2012–2013
- Переможець Карибського кубка: 2017